# Grupo de Ejércitos de la Región Oriental
El Grupo de Ejércitos de la Región Oriental (abreviado como GERO) fue una formación militar del Ejército Popular de la República que existió durante la guerra civil española. Fue creado el 2 de junio de 1938 como respuesta a la división en dos del territorio republicano, ya que en la zona centro-sur también apareció otra formación: el GERC, bajo el mando de Miaja. 
El GERO estaba bajo el mando supremo del General Juan Hernández Saravia y se encontraba integrado por los Ejércitos del Este y Ebro. Ambas formaciones mantuvieron una serie de encarnizados combates (las Batallas del Ebro y el Segre) durante meses y lograron mantener sus líneas defensivas, dejando a Cataluña libre de tropas franquistas. La prueba final vino con la ofensiva franquista sobre Cataluña el 23 de diciembre, pues si bien las tropas del GERO lograron resistir el embate durante cerca de dos semanas, a partir de entonces iniciaron una retirada que no se detuvo hasta alcanzar la frontera francesa.

## Historial operativo

### Orígenes
Tras la ofensiva franquista de Aragón en la primavera de 1938, Cataluña había quedado aislada de la zona centro republicana y los ejércitos republicanos del antiguo Frente de Aragón se hallaban completamente desorganizados. Por ello, el presidente del gobierno Juan Negrín pidió al jefe de Estado Mayor de Ejército Republicano, Vicente Rojo la reorganización de las fuerzas republicanas. En el territorio catalán fue reorganizado un nuevo Ejército del Este a cargo de la línea defensiva del río Segre, y se creó otro a cargo del sector sur, el Ejército del Ebro. No obstante, debido la división del territorio republicano Rojo vio la necesidad de crear dos Grupos de Ejércitos para que se coordinasen todas las acciones de cada zona.
El 2 de junio fue oficialmente creado el nuevo Grupo de Ejércitos de la Región Oriental, o GERO, que aglutinaba a los dos ejércitos republicanos de Cataluña (el del Este y el del Ebro, y que era el responsable de la defensa de todo el territorio catalán que se mantenía fiel a la República. Quedó al mando del Grupo de Ejércitos el prestigioso militar Juan Hernández Saravia, que ya había mandado los Ejércitos del Sur y de Levante.

### Batallas defensivas
Desde el mismo momento de su creación, para el Grupo de Ejércitos existe en el Frente del Segre una constante lucha defensiva a lo largo de Kilómetros de posiciones y fortificaciones. Durante buena parte de 1938 a lo largo del Segre habrá numerosos ataques, contraataques y golpes de mano por parte de ambos bandos. Un buen número de recursos bélicos debieron ser destinados a este frente, que eran absorbidos por las tropas del Ejército del Este. Los republicanos lograron mantener esta línea defensiva hasta principios de enero de 1939, cuando fue imposible seguir manteniendo la resistencia en el Segre.
Por otro lado, los mandos del Ejército Popular de la República tenían previsto realizar una operación que les llevara a conectar las dos zonas recientemente divididas. Así pues, el 25 de julio los republicanos cruzaron el caudaloso río exitosamente, dando así comienzo a la batalla del Ebro. Después de establecer cabezas de puente, avanzaron hasta las afueras de Gandesa y Villalba de los Arcos, donde después de varios días de intensas luchas la tentativa republicana se detuvo. Así pues, la operación republicana fracasó pero el Ejército del Ebro mantuvo una larga lucha defensiva durante 4 meses más, con graves bajas para ambos contendientes.

### Campaña de Cataluña
Tras la Batalla del Ebro, las tropas franquistas habían desgastado gravemente a los ejércitos republicanos acantonados en Cataluña, quienes vieron reducida su capacidad operativa por la pérdida de material de guerra y las bajas en combate de soldados veteranos. Si bien el Estado mayor del Ejército Popular Republicano conservaba intacta la estructura del Grupo de Ejércitos de la Región Oriental (que seguía al mando del general Juan Hernández Saravia), la mayor parte de estas tropas eran reclutas inexpertos. A este factor se unía la mala situación estratégica de la misma región, rodeada por el Mediterráneo y por la zona bajo control franquista, aunque conservaba la frontera con Francia en su extremo norte. En aquel momento, el GERO contaba con unos 300.000 hombres, 360 piezas de artillería y unos 200 tanques y carros blindados.
Cuando el 23 de diciembre de 1938 fue lanzada la ofensiva franquista en Cataluña en Barcelona se pensó que se trataba de una ataque de poca envergadura, pero los ataques franquistas abrieron numerosas brechas en el frente del Ejército del Este y ocasionaron la desbandada de algunas unidades republicanas. Para evitar una penetración masiva de atacantes, se envió al V Cuerpo de Ejército bajo el mando de Enrique Líster, militar de probada confianza. Líster logró contener la ofensiva durante 12 días, evitando que las tropas franquistas penetrasen masivamente por el área de confluencia de los ríos Ebro y Segre. La lucha fue particularmente intensa en estos cruciales días. En el sector del Ebro, una crecida del caudal del río impidió momentáneamente que las tropas marroquíes del general Juan Yagüe lo atravesaran y, de este modo, que se ataque el sector sur de las defensas republicanas. El ataque franquista quedó estancado hasta el día 3 de enero de 1939, cuando un ataque de los tanques italianos forzó una retirada republicana en un sector del Segre; Ese mismo día y varios kilómetros más al sur, las divisiones marroquíes de Yagüe lograron cruzar el Ebro y establecer varias cabezas de puente. A mediados de enero, se hizo evidente que las unidades republicanas no podrían frenar la avalancha de las tropas franquistas y hubieron de emprender la retirada hacia el norte. A estas alturas, existía un gran desconcierto dentro de las unidades republicanas: Hernández Saravia informó al Presidente de la República, Manuel Azaña, de que sus tropas solo contaban con 17.000 fusiles. En realidad la cifra era mucho más elevada, aunque es un buen ejemplo del caos organizativo que reinaba en los momentos de la caída de Cataluña.
Después de la caída de Barcelona, Saravia fue destituido de su puesto el 27 de enero de 1939, oficialmente por "derrotismo", aunque en realidad los motivos fueron más las diferencias entre él y el Jefe de Estado Mayor central, Vicente Rojo, y el presidente del Consejo de Ministros, Juan Negrín. En realidad, la discusión vino porque Saravia pretendía destituir a Modesto del mando del Ejército del Ebro y entregárselo a Juan Perea, comandante éste del Ejército del Este. El mando le fue entregado a Enrique Jurado Barrio, pero éste no se encontraba en condiciones de organizar ninguna línea defensiva con todo el Ejército republicano en retirada, por lo que se limitó a evacuar a sus tropas de la mejor forma posible. En los primeros días de febrero las unidades republicanas terminaron de cruzar la frontera francesa y para el 10 de febrero, cuando las fuerzas franquistas alcanzaron los puestos fronterizos, el GERO había desaparecido.

## Orden de Batalla

### Julio de 1938
| Cuerpo de Ejército dependiente | Divisiones integradas | Sector            |
| Ejército del Este              |                       |                   |
| X Cuerpo de Ejército           | 30.ª, 31.ª, 34.ª      | Balaguer-Segre    |
| XI Cuerpo de Ejército          | 26.ª, 32.ª, 55.ª      | Noguera Pallaresa |
| XVIII Cuerpo de Ejército       | 27.ª, 60.ª, 72.ª      | Reserva General   |
| Ejército del Ebro              |                       |                   |
| V Cuerpo de Ejército           | 11.ª, 46.ª, 45.ª      | Bajo Ebro         |
| XII Cuerpo de Ejército         | 16.ª, 44.ª, 56.ª      | Reserva General   |
| XV Cuerpo de Ejército          | 3.ª, 35.ª, 42.ª       | Bajo Ebro         |
| Reserva estratégica del GERO   |                       |                   |
| XXIV Cuerpo de Ejército        | 43.ª, 62.ª            | Reserva General   |

### Diciembre de 1938
| Cuerpo de Ejército dependiente | Divisiones integradas | Sector            |
| Ejército del Este              |                       |                   |
| X Cuerpo de Ejército           | 30.ª, 31.ª, 34.ª      | Reserva General   |
| XI Cuerpo de Ejército          | 26.ª, 32.ª, 55.ª      | Noguera Pallaresa |
| XVIII Cuerpo de Ejército       | 27.ª, 60.ª, 72.ª      | Balaguer          |
| Ejército del Ebro              |                       |                   |
| V Cuerpo de Ejército           | 11.ª, 46.ª, 45.ª      | Reserva General   |
| XII Cuerpo de Ejército         | 16.ª, 44.ª, 56.ª      | Serós-Lérida      |
| XV Cuerpo de Ejército          | 3.ª, 35.ª, 42.ª       | Reserva General   |
| XXIV Cuerpo de Ejército        | 24.ª, 43.ª, 62.ª      | Bajo Ebro         |

## Mandos
Comandante en jefe
- General de brigada de artillería Juan Hernández Saravia (1938-1939).[16]
- General de brigada Enrique Jurado Barrio (1939).[17]

Comisario
- Ángel González-Gil Roldán, de la CNT.[17]

Jefe de Estado Mayor
- Teniente coronel de Estado Mayor Aurelio Matilla Jimeno.[17]
  - 2.º jefe de Estado Mayor: teniente coronel José Coello de Portugal Maisonnave.

Comandante general de Artillería
- Teniente coronel de artillería Carlos Botet Vehí.

Comandante general de Ingenieros
- Teniente coronel de ingenieros Fernández Llerena.

Intendencia
- Teniente coronel de Intendencia Fernando Sabio Dutoit.

Transportes
- Teniente coronel de artillería Julio Álvarez Cerón.

Transmisiones
- Teniente coronel de ingenieros Rafael Rodríguez Seijas.

Defensa Contra Aeronaves
- Teniente coronel de artillería José Álvarez Cerón.